# Przygoda wśród Ewoków
Przygoda wśród Ewoków (ang. The Ewok Adventure: Caravan of Courage) – film przygodowy produkcji amerykańskiej, osadzony w świecie Gwiezdnych wojen. Światowa premiera odbyła się dnia 25 listopada 1984 roku. Jest to pierwszy telewizyjny film o Ewokach. Film doczekał się kontynuacji w postaci filmu Ewoki: Bitwa o Endor (1985) oraz animowanego serialu telewizyjnego Gwiezdne wojny: Ewoki (1985-1986).

## Fabuła
Statek kosmiczny rodziny Towani rozbija się na Endorze, księżycu porośniętym dżunglą. Rodzice Jeremitt i Catarine postanawiają zostawić swoje dzieci Mace i Cindel w statku, a sami wybierają się na poszukiwanie ratunku. Dzieci jednak postanawiają działać na własną rękę, uciekając przed groźnym potworem natrafiają na plemię przyjaźnie nastawionych Ewoków, wśród których znajduje się Wicket. Razem muszą pokonać straszliwego potwora Goraksa, by uratować życie swoich rodziców.

## Obsada
| Rola              | Aktor                 |
| ----------------- | --------------------- |
| Mace Towani       | Eric Walker           |
| Wicket W. Warrick | Warwick Davis         |
| Catarine Towani   | Fionnula Flanagan     |
| Jeremitt Towani   | Guy Boyd              |
| Cindel Towani     | Aubree Miller         |
| Deej              | Daniel Frishman       |
| Logray            | Bobby Bell            |
| Widdle            | Tony Cox              |
| Chuckha-Trok      | Debbie Lee Carrington |
| narrator          | Burl Ives (głos)      |
| Chukha-Trok       | Kevin Thompson        |
| Kaink             | Margarita Fernández   |
| Shodu Warrick     | Pam Grizz             |

## Nagrody
- 1985 – nagroda Emmy za efekty specjalne w miniserialu lub filmie telewizyjnym.
- 1985 – nominacja do nagrody Emmy za najlepszy program dla dzieci i najlepszy dźwięk.